# Aiwass
Aiwass este numele ființei despre care Aleister Crowley a susținut că i-a dictat Cartea legii (Liber AL vel Legis) între orele 12 și 1 noaptea în perioada 8-10 aprilie 1904. Crowley o descrie ca pe un înger păzitor.